# 休斯顿大学系统
休斯顿大学系统是美国德克萨斯州的一个州立大学系统，由四所独立的大学组成。休斯顿大学系统是德克萨斯州第四大大学系统，拥有来自四所不同大学的70,000多名学生和495,000名校友。该大学系统的旗舰机构是休斯顿大学，一所拥有约43,000名学生的综合性博士学位授予研究型大学。
行政部门设在休斯顿大学校园内的Ezekiel W. Cullen大楼。休斯顿大学系统的校长同时担任休斯顿大学的校长。该系统由德克萨斯州州长任命的九名具有投票权的董事会成员管理。